# GO Transit
GO Transit (от англ. Government of Ontario — «правительство Онтарио») — система пассажирского общественного транспорта, объединяющая маршруты пригородных поездов и автобусов в регионе Голден-Хорсшу в Южном Онтарио (Канада). Центром системы, действующей с 1967 года, является станция «Юнион» в Торонто, общая протяжённость железнодорожных маршрутов свыше 530, автобусных — около 2800 км, годовой пассажиропоток более 13,5 млн человек.

## История
Предпосылки к созданию системы пригородного пассажирского сообщения вокруг Торонто возникли к 1960-м годам. В это время стало очевидно, что сеть автомобильных дорог в регионе вскоре станет невозможно продолжать расширять и что она перестаёт эффективно справляться с задачей быстрой доставки жителей пригородов в городской центр. На первых порах делались попытки задействовать для пригородных пассажирских перевозок компанию Canadian National Railway (CN), но она не была заинтересована в этом рынке. На линиях, обслуживаемых CN, пассажиров перевозили некондиционированные вагоны образца 1920-х годов, а в качестве локомотивов вплоть до 1959 года использовались паровозы.
В 1962 году были представлены результаты исследования ситуации с транспортом в городской агломерации Торонто и прилежащем регионе. Одной из основных рекомендаций авторов было создание системы пригородного транспорта, спонсируемого провинцией Онтарио. Быстрое и недорогое внедрение такой системы стало возможным после того, как в 1965 году открылась новая сортировочная станция CN в Торонто в нескольких милях к северо-западу от города. Основная масса грузовых железнодорожных маршрутов, шедших через Торонто, была переориентирована на эту станцию, и результатом стало высвобождение железнодорожного полотна для нужд пассажирских пригородных линий. Провинциальное правительство согласилось на создание такой системы в качестве эксперимента: если бы выяснилось, что пригородный железнодорожный транспорт не привлекает достаточного количества пассажиров, через 3 года от него планировалось отказаться. В связи с этим подходом провинция предпринимала усилия по максимальному сокращению начальных затрат: применение нашлось не только уже существующему железнодорожному полотну, но и бывшим станциям CN, а в местах, где их не было, были возведены лишь самые базовые станционные сооружения. Использовались также нерабочее депо компании CN в 5 милях от торонтской станции «Юнион» и её моечная станция.
Первая линия пригородного сообщения, в это время носившего название TATOA (англ. Toronto Area Transit Operating Authority), начала работу 23 мая 1967 года. Её конечные станции располагались в Пикеринге, примерно в 25 милях к востоку от станции «Юнион», и в Оквилле, в 33 милях к западу от неё. Ограниченное сообщение в часы пик продолжалось ещё дальше на запад — до Гамильтона в 40 милях от станции «Юнион». На линии действовали 8 дизельных локомотивов новой модели GP40TC от фирмы General Motors Diesel (модернизация успешной модели GP40 мощностью 3000 л. с.) и 40 одноэтажных пассажирских вагонов, по конструкции напоминавших вагоны метрополитена Торонто и для уменьшения массы построенных из алюминия. В вагонах вместимостью 94 сидячих места каждый были установлены системы кондиционирования и обогрева. Были также закуплены 9 автомотрис, которые использовались в сцепках по 2 вагона для работы в часы с низкой пассажирской нагрузкой, но вскоре были переоборудованы в обычные вагоны из-за проблем с моторной частью.
С начала работы единственной линии системы поезда́ на ней ходили ежедневно, 18 часов в сутки, с частотой раз в 20 минут в часы пик и раз в час в остальное время. Длина платформ позволяла включать в составы до 10 вагонов. Через год ежедневный пассажиропоток на линии достигал 16 тысяч человек, что было в 10 раз больше, чем на старых пригородных маршрутах CN, а чтобы справляться с наплывом пассажиров в часы пик, пришлось добавлять на линию дополнительные поезда. Популярности нового маршрута способствовало наличие бесплатных автомобильных стоянок рядом с большинством станций. Успех системы заставил власти не только отказаться от идеи закрыть её через три года, но и начать планирование второй ветки — через северо-западные районы Торонто и Брамптон в Джорджтаун примерно в 30 милях от станции «Юнион». Эта ветка, открывшаяся в апреле 1974 года, использовала полотно и станции линии CN, связывавшей Торонто с Лондоном (Онтарио). Кроме того, уже в 1970 году в пригородную систему были добавлены первые автобусные маршруты, дополнявшие основную железнодорожную ветку. Автобусы обслуживали сеть остановок по вызову (система dial-a-bus).
В 1978 году начала работу ветка до Ричмонд-Хилла (в 20 милях к северу от станции «Юнион»). На следующий год подвижной состав GO Transit пополнили первые двухэтажные вагоны, в дальнейшем постепенно вытеснившие одноэтажные. В 1981 году была запущена ветка в Милтон. Она стала первым маршрутом GO Transit, использовавшим полотно, которое принадлежало не CN, а Канадской тихоокеанской железной дороге (CP). Маршрут проходил примерно в 35 милях северо-западнее основной ветки CP, соединяющей Торонто и Уинсор, и обслуживал вошедшие в состав Миссиссоги населённые пункты Куксвилл, Стритсвилл и Эриндейл. В следующем году начали работу ещё две ветки — на Брэдфорд, в 40 милях севернее станции «Юнион», и на Стофвилл, в 35 милях к северо-востоку от Торонто. Обе ветки использовали железнодорожное полотно маршрутов CN.
В 1995 году дальнейшее развитие системы GO Transit было заморожено пришедшим к власти в Онтарио консервативным правительством. К 1998 году завершилась передача контроля над системой и обязанностей по её финансированию от провинциального правительства властям населённых пунктов, которые она обслуживала. Однако это решение оказалось недолговечным: некоторые муниципальные власти резко возражали против неравных условий, в которые оказались поставлены, и в итоге провинции пришлось снова взять на себя обязанности по финансированию и обслуживанию системы. В 2006 году было создано Транспортное управление Большого Торонто (англ. Greater Toronto Transportation Authority, в будущем получившее название Metrolinx), на которое была возложена задача по планированию интегрированной сети общественного транспорта в этом регионе, включающей как GO Transit, так и маршруты Транспортной комиссии Торонто (TTC), а затем и экспресс-поезда, соединяющие станцию «Юнион» и международный аэропорт Торонто. С 2009 года GO Transit официально является подразделением Metrolinx, но символика GO Transit была сохранена, а историческое название остаётся намного более известным среди широкой публики.
Хотя с начала 1990-х годов новых веток в систему GO Transit не добавлялось, некоторые из старых были продлены, в частности, на запад до Китченера и на север до Барри. С 2009 года в летние месяцы по участку между Гамильтоном и Ниагара-Фолс ходят обслуживаемые GO Transit экскурсионные поезда, использующие существующее полотно CN.

## Современное состояние
К концу второго десятилетия XXI века система GO Transit включала 7 линий с 68 станциями. Общая длина железнодорожного полотна, обслуживаемого маршрутами GO Transit, составляла 522 км. В будний день поезда GO Transit совершали около 370 рейсов, в выходной день около 170. Автобусные маршруты GO Transit обслуживали 15 терминалов, не считая остановок на самих маршрутах. Их общая протяжённость превышала 2760 км. Стоянки при станциях предоставляли более 80 тысяч парковочных мест. Суммарное количество пассажиров, перевезённых GO Transit за 2018 год, составляло 71,7 млн человек.
Подвижной состав на апрель 2019 года включал 80 локомотивов, 756 двухэтажных пассажирских вагонов, около 250 двухэтажных и около 270 одноэтажных автобусов. Основу локомотивного парка GO Transit составляют дизельэлектровозы MP40 и MP54 компании MotivePower (дочернее предприятие компании Wabtec). Их мощность составляет соответственно 4 и 5,4 тысячи л. с., что позволило увеличить длину составов с 10 до 12 вагонов. Планируется перевод маршрутов вдоль побережья озера Онтарио на электрическую тягу.
Важным дополнением к системе GO Transit должен стать перевод маршрута на Ниагара-Фолс на постоянную основу; работы над этой веткой начаты в 2019 году. Среднесрочные планы развития системы включают продление линий в Болтон, Питерборо, Боуманвилл (все по существующему полотну Canadian Pacific), Брантфорд (по полотну CN) и Аксбридж (по собственному полотну Go Transit). Существуют также проекты добавления маршрутов GO Transit внутри Торонто и продления Милтонской ветки до быстро растущего Кеймбриджа. Эти планы предусматривают значительные затраты, и их реализация может быть отложена на более поздний срок, если будет принято решение об электрификации существующих маршрутов.